# Vlajka Kemerovské oblasti

Vlajka Kemerovské oblasti
Poměr stran: 2:3

Vlajka Kemerovské oblasti, jedné z oblastí Ruské federace, je tvořena červeným listem o poměru stran 2:3 s modrým pruhem u žerdi o šířce 1/3 délky vlajky. V horní části modrého pruhu je umístěn znak oblasti.

## Historie
Kemerovská oblast (Kuzbas) vznikla 26. ledna 1943. V sovětské éře oblast neužívala žádnou vlajku. 29. května 2002 přijal Sovět lidových zástupců Kemerovské oblasti usnesení č. 1501. 7. června 2002 podepsal oblastní gubernátor Aman Gumirovič Tulejev zákon č. 42-OZ „O symbolice Kemerovské oblasti”.  Vlajka z roku 2002 měla list o poměru stran 1:2.
21. února 2003 byl zřejmě změněn znak oblasti a tím i vlajka. Zároveň byl změněn poměr stran vlajky na 2:3. Informace jsou však nejasné.

Vlajka Kemerovské oblasti (2002–2003) Poměr stran: 1:2
Vlajka Kemerovské oblasti (2003–2020) Poměr stran: 2:3

10. března 2020 podepsal gubernátor Sergej Jevgeněvič Civiljov zákon č. 23-OZ „O symbolice Kemerovské oblasti” a tím schválena nová vlajka, lišící se pouze novým znakem. Zákon byl publikován 16. března.

## Vlajka gubernátora Kemerovské oblasti

Vlajka gubernátora Kemerovské oblasti Poměr stran: 1:1

## Vlajky okruhů a rajónů Kemerovské oblasti

Bělovský rajón (1) Poměr stran: 2:3
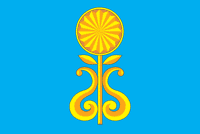
Mariinský rajón (2) Poměr stran: 2:3
Novokuzněcký rajón (3) Poměr stran: 2:3
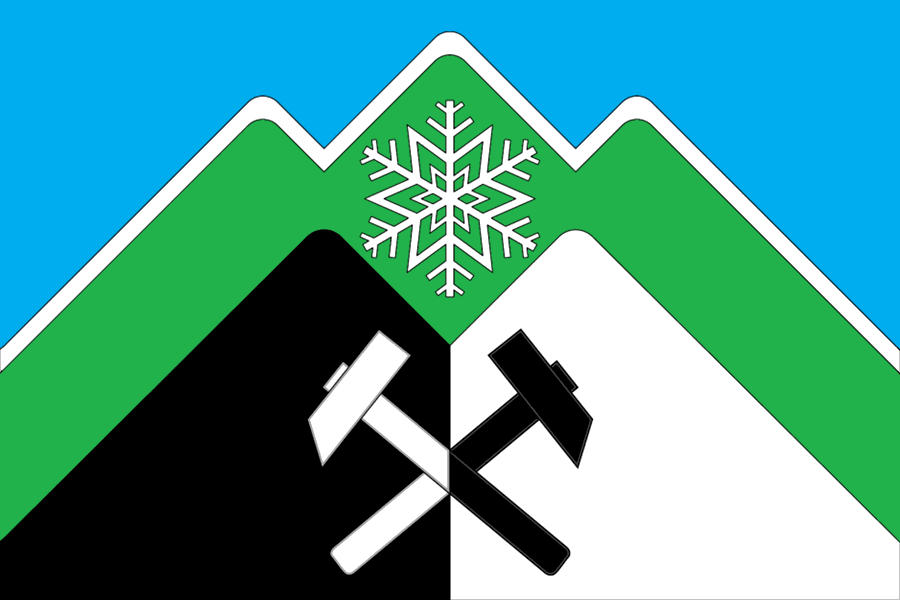
Taštagolský rajón (4) Poměr stran: 2:3

Kemerovská oblast se od 15. listopadu 2020 člení na 16 městských okruhů, 14 komunálních  okruhů a 4 rajóny.
Městské okruhy

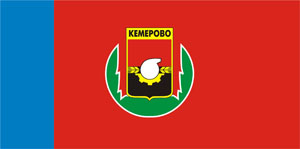
Kemerovo (1) Poměr stran: 2:3
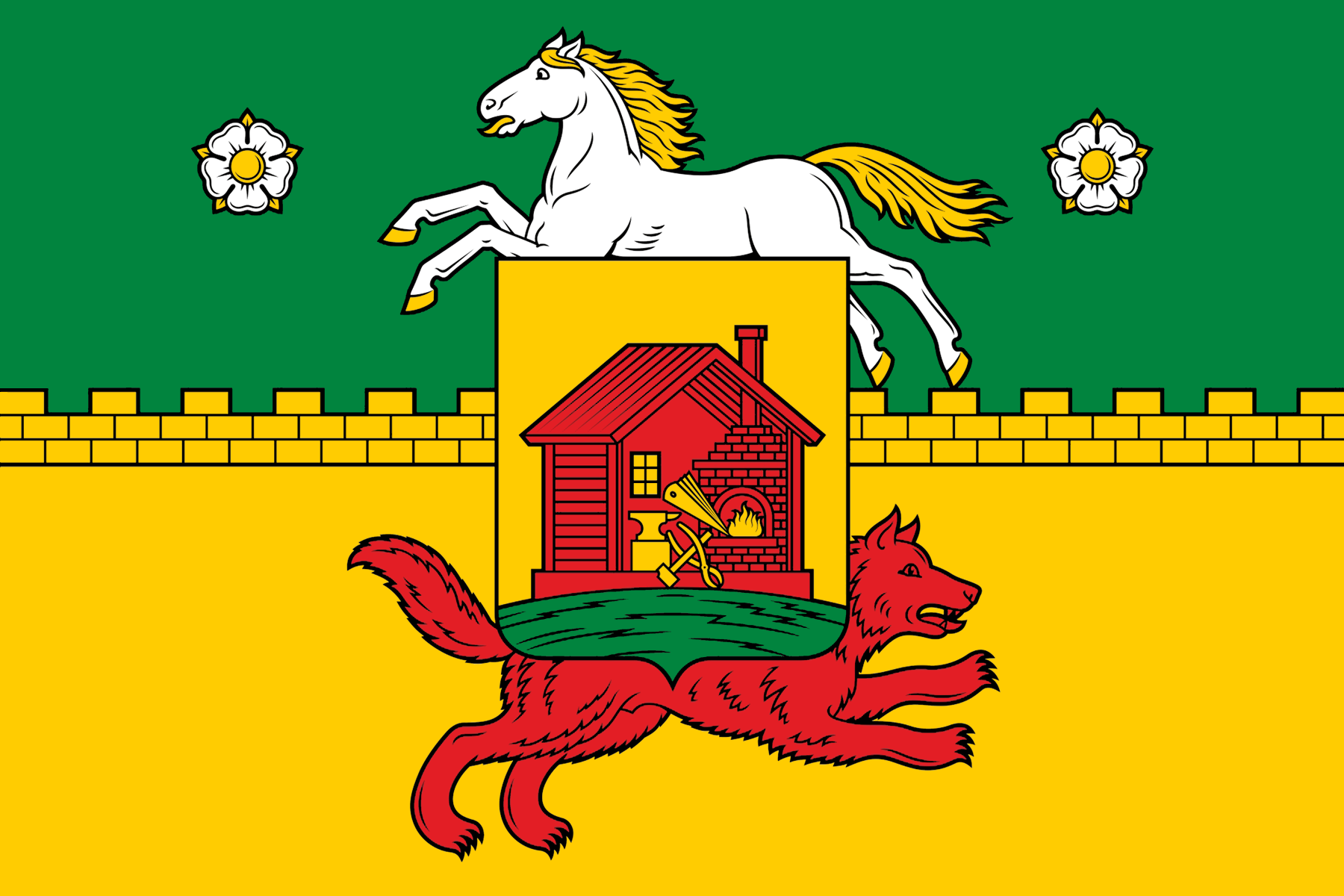
Novokuzněck (2) Poměr stran: 2:3
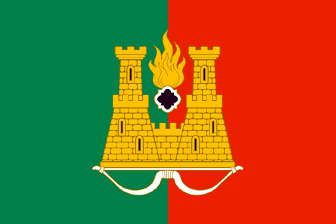
Anžero-Sudžensk (3) Poměr stran: 2:3
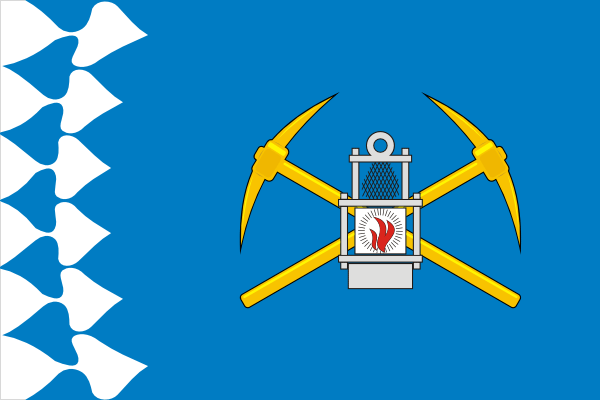
Belovo (4) Poměr stran: 2:3
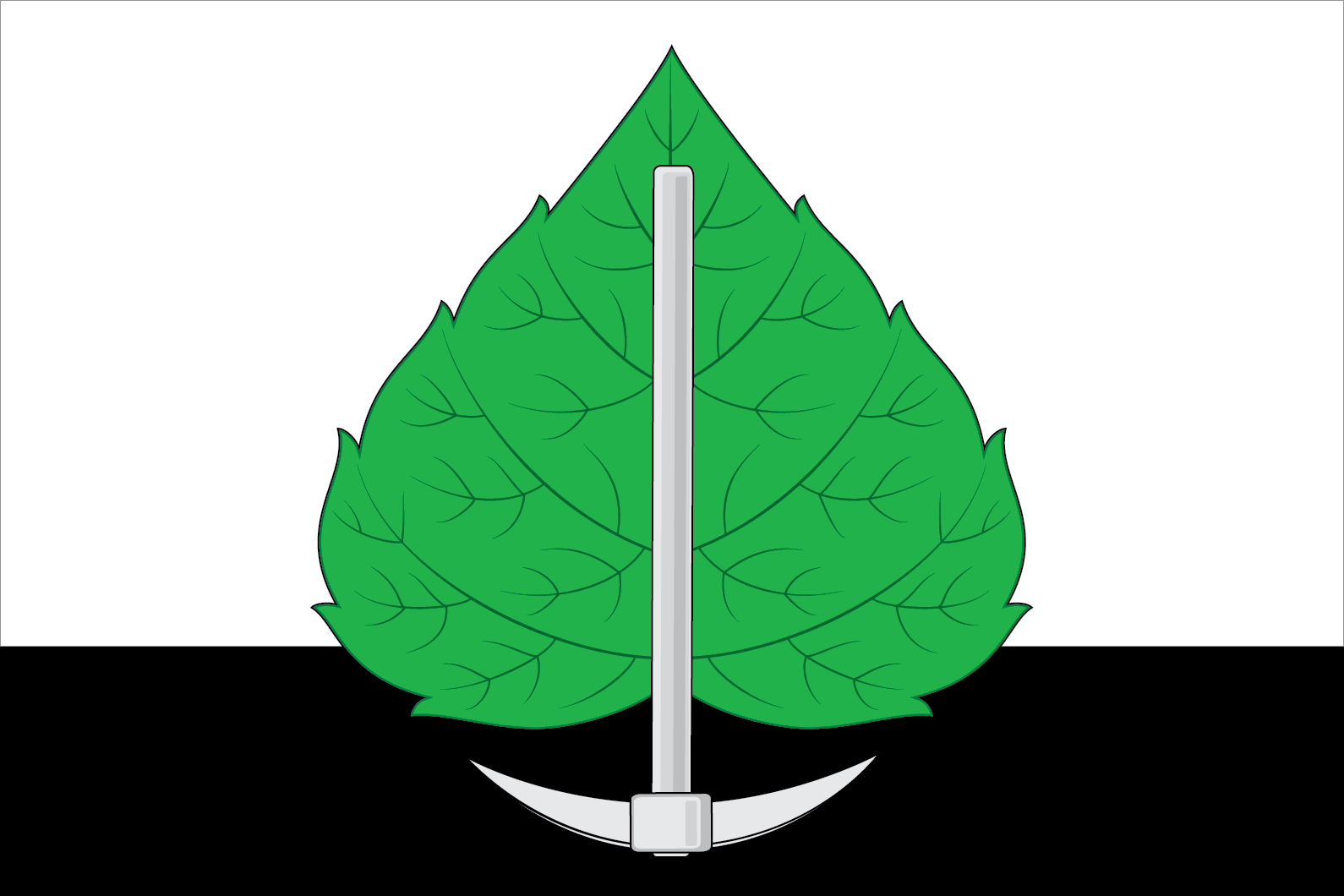
Berjozovskij (5) Poměr stran: 2:3
Kaltan (6) Poměr stran: 2:3
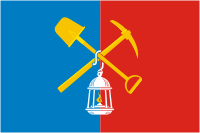
Kiseljovsk (7) Poměr stran: 2:3
Krasnobrodskij (8) Poměr stran: 2:3
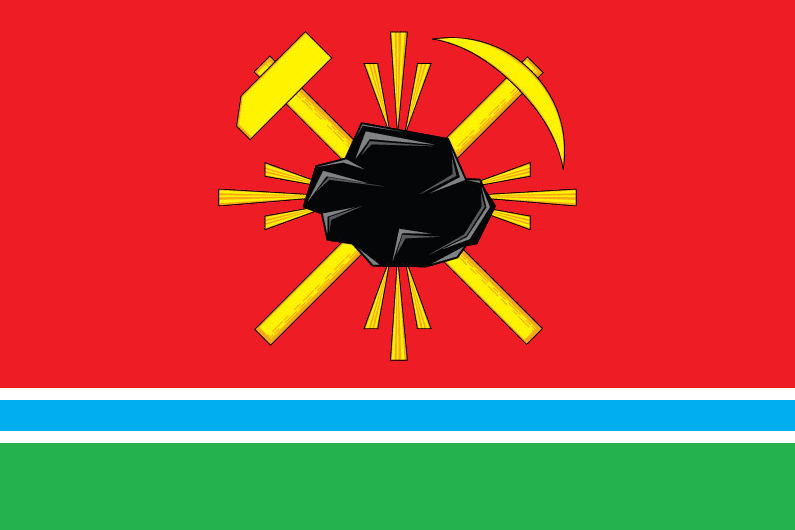
Leninsk-Kuzněckij (9) Poměr stran: 2:3
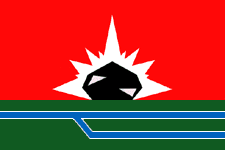
Meždurečensk (10) Poměr stran: 2:3
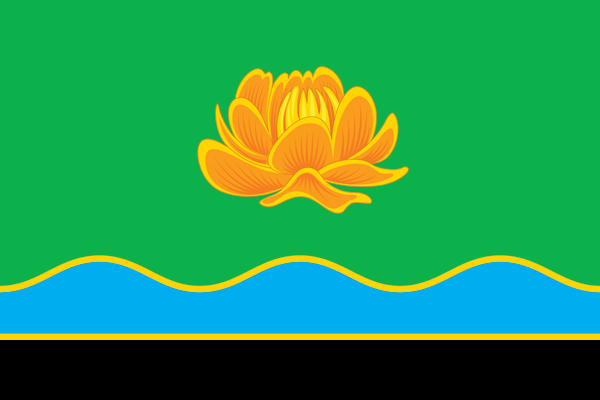
Myski (11) Poměr stran: 2:3
Osinniki (12) Poměr stran: 2:3
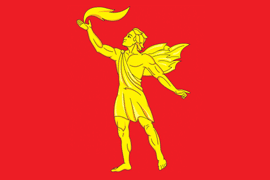
Polysajevo (13) Poměr stran: 2:3
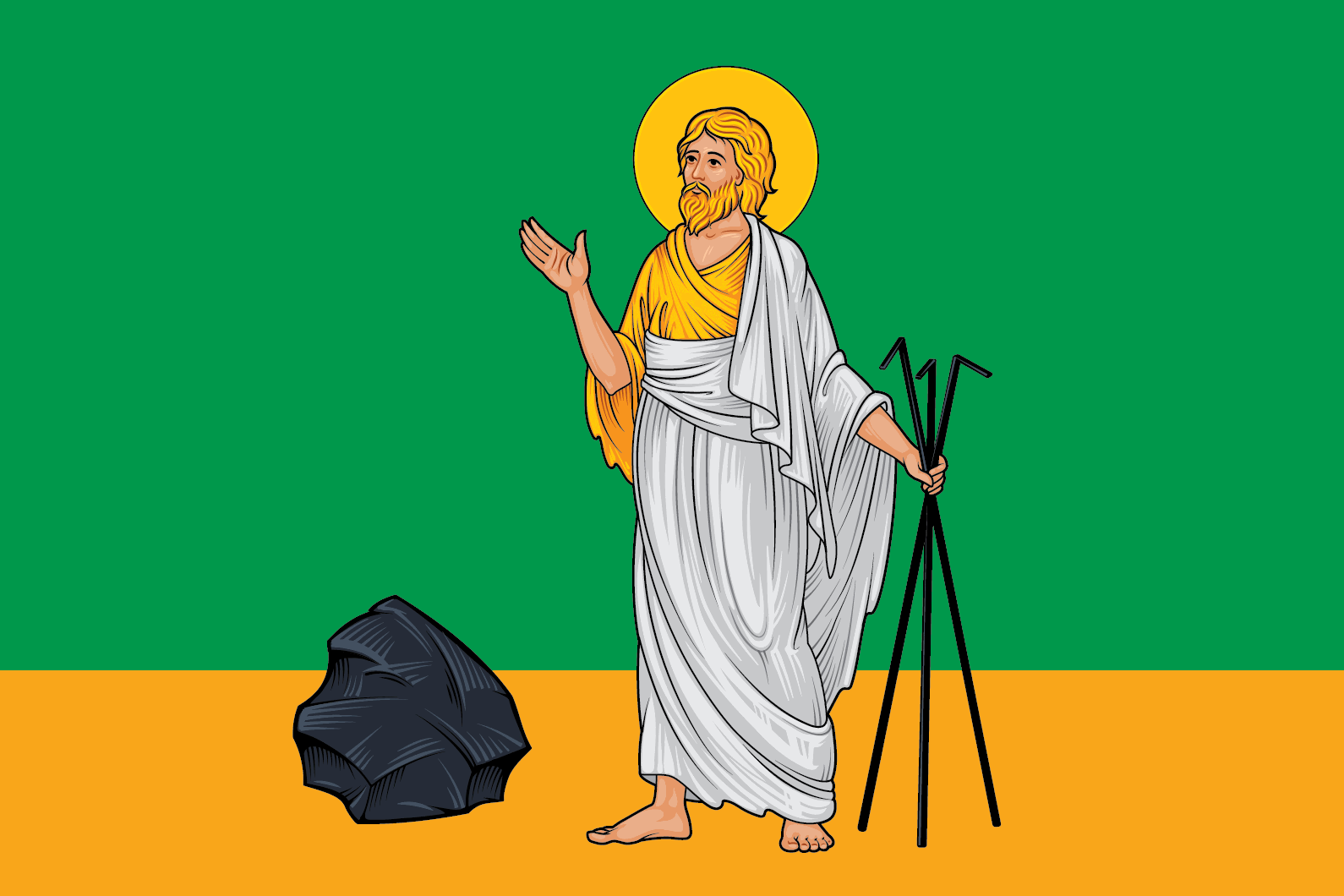
Prokopjevsk (14) Poměr stran: 2:3
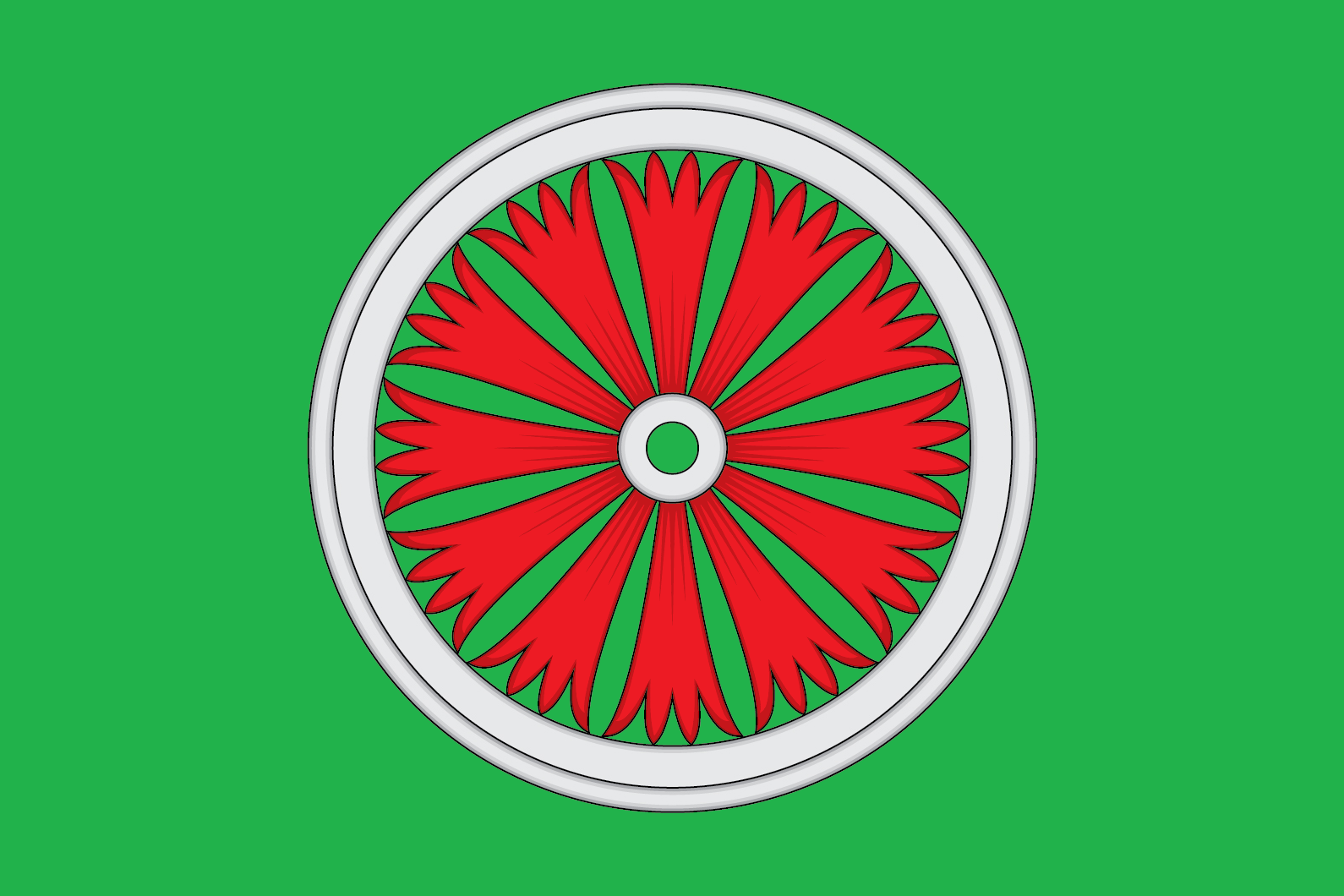
Tajga (15) Poměr stran: 2:3
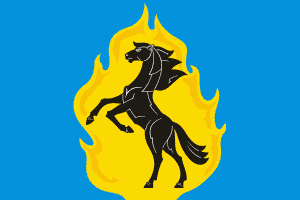
Jurga (16) Poměr stran: 2:3

Komunální okruhy

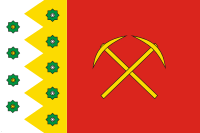
Gurjevský okruh (1) Poměr stran: 2:3
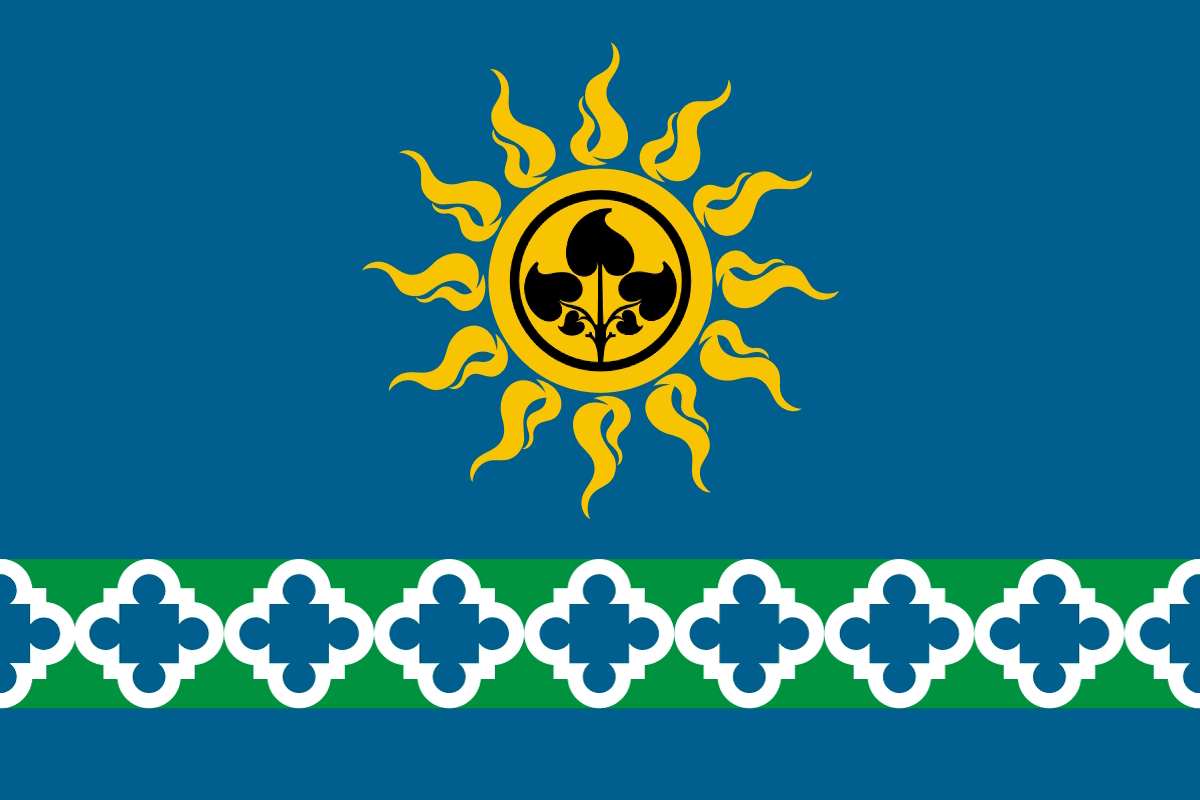
Ižmorský okruh (2) Poměr stran: 2:3
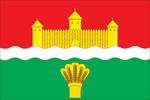
Kemerovský okruh (3) Poměr stran: 2:3
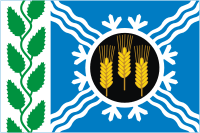
Krapivinský okruh (4) Poměr stran: 2:3
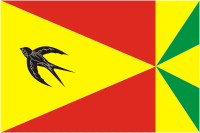
Leninsk-Kuzněcký okruh (5) Poměr stran: 2:3
Prokopjevský okruh (6) Poměr stran: 2:3
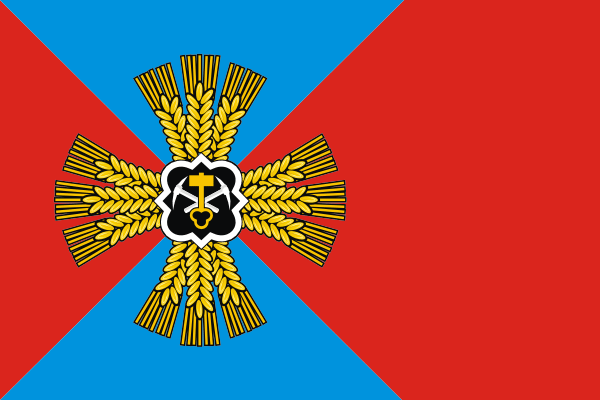
Promyšlennovsky okruh (7) Poměr stran: 2:3
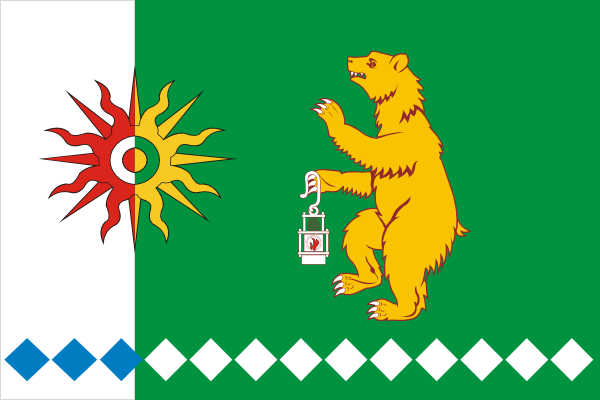
Tisulský okruh (8) Poměr stran: 2:3
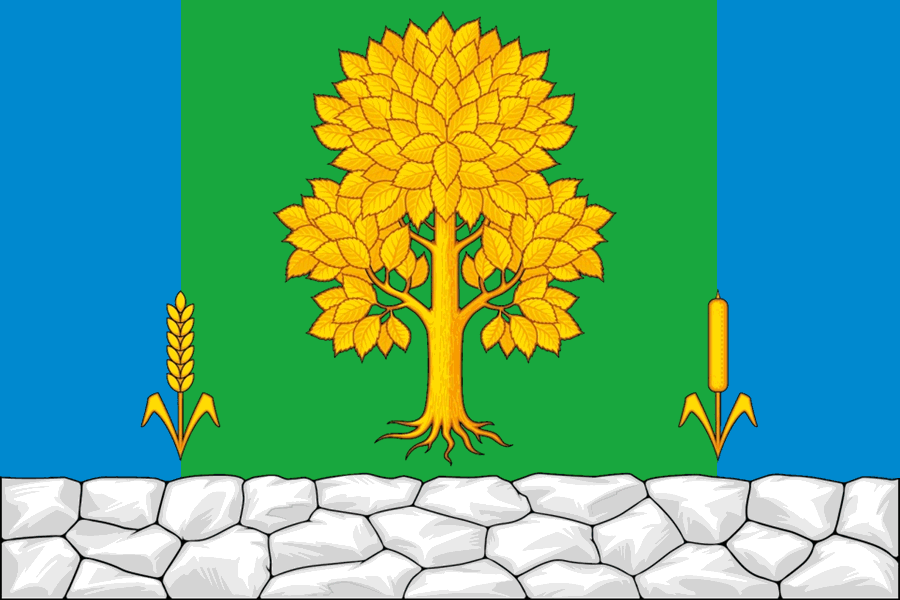
Topkinský okruh (9) Poměr stran: 2:3
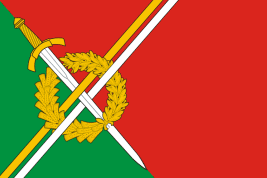
Tjažinský okruh (10) Poměr stran: 2:3
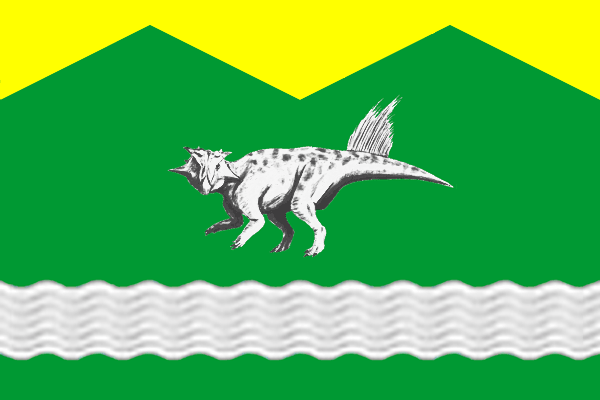
Čebulinský okruh (11) Poměr stran: 2:3
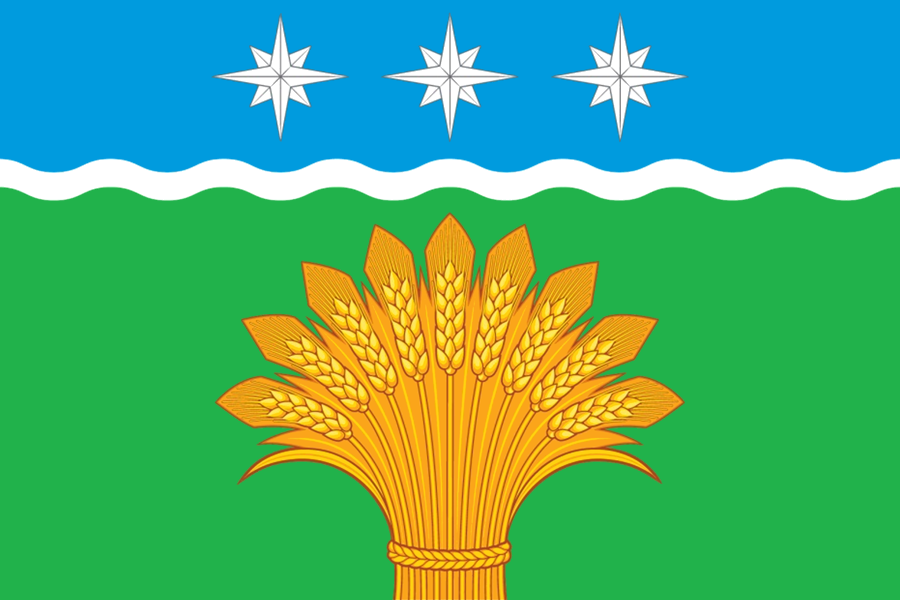
Jurginský okruh (12) Poměr stran: 2:3
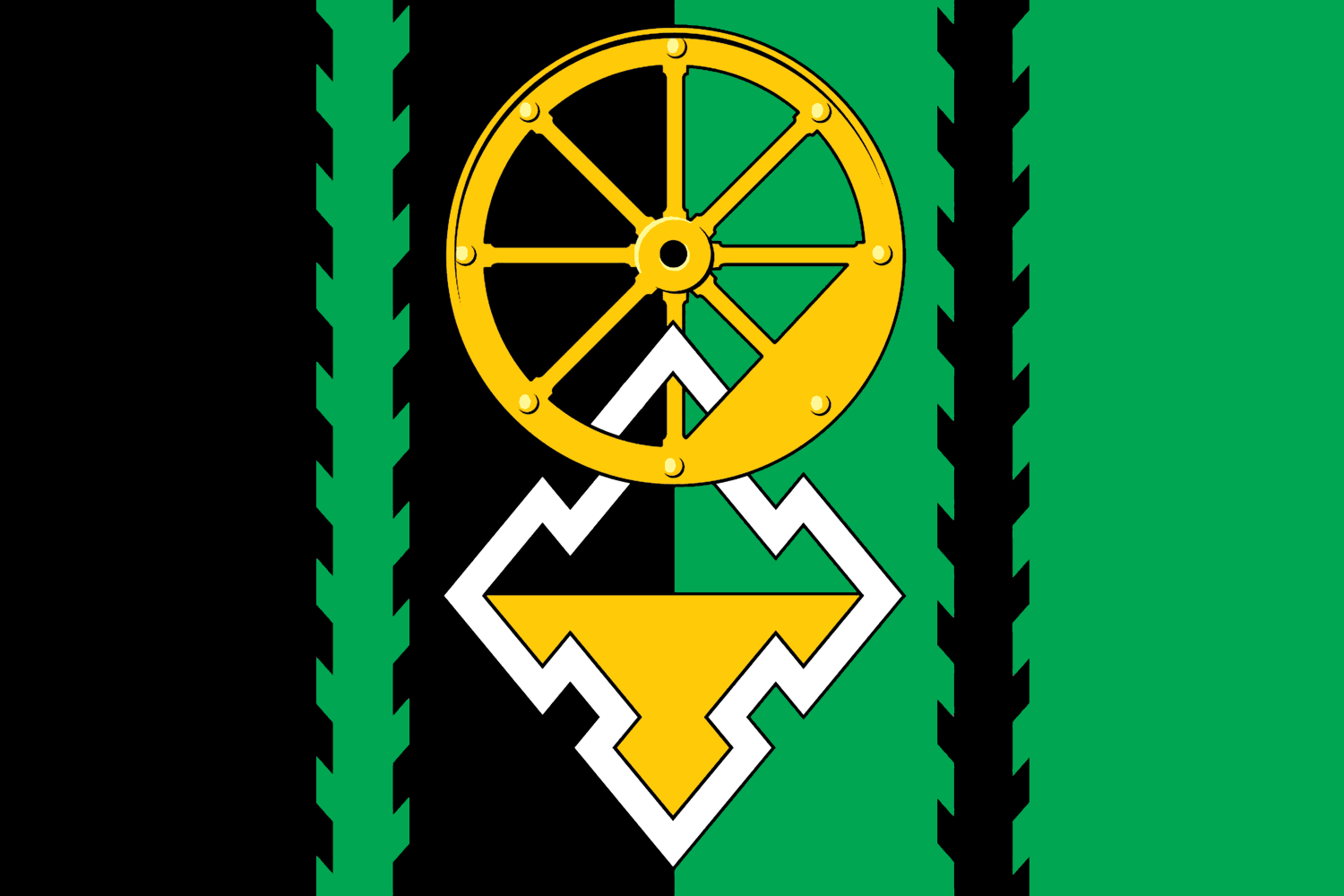
Jajský okruh (13) Poměr stran: 2:3
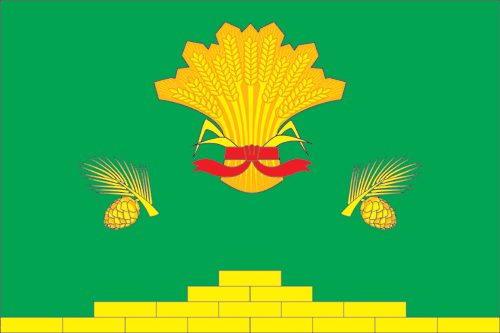
Jaškinský okruh (14) Poměr stran: 2:3

Rajóny
- Bělovský rajón (1)
Poměr stran: 2:3
- Mariinský rajón (2)
Poměr stran: 2:3
- Novokuzněcký rajón (3)
Poměr stran: 2:3
- Taštagolský rajón (4)
Poměr stran: 2:3